# Ejército de Suecia
El Ejército de Suecia (en sueco: Svenska armén) es uno de los ejércitos permanentes más antiguos del mundo y una de las ramas de las Fuerzas Armadas de Suecia, y que está a cargo de las operaciones terrestres.

## Organización
La organización del ejército sueco, en tiempos de paz, se divide en un número de regimientos en las distintas ramas. El número de regimientos activos se ha reducido desde el final de la Guerra Fría. El regimiento forma las organizaciones de formación que capacitan a los diversos batallones del ejército y la guardia interna.
El ejército está experimentando una transformación de contratación, pasando del servicio militar obligatorio a la defensa profesional. Esto es parte de un objetivo más amplio, que es abandonar el ejército en masa de la Guerra Fría y desarrollar un ejército experto en las maniobras de la guerra moderna y al mismo tiempo conservar una disposición superior. A finales de 2014, el ejército sueco tendrá alrededor de 50.000 soldados, ya sea en tiempo completo o servicio a tiempo parcial, con ocho batallones de infantería mecanizada inmediatamente disponibles en cualquier momento y toda la fuerza de 71 batallones listos para ser desplegados en una semana.
El ejército regular constará de 8 batallones de maniobra mecanizadas, 19 batallones de apoyo de diferentes tipos incluyendo batallones de artillería, batallones antiaéreos, batallones de ingenieros de combate, guardabosques, batallones de logística, etc., y 4 batallones para blindados pesados de reserva y 40 batallones de defensa territorial. El batallón es la unidad básica, pero todas las unidades serán completamente modulares y se podrán organizar en grupos de combate del nivel de compañía con brigadas de diferentes unidades, dependiendo de la tarea. Habrá un total de 6 personal permanente bajo el mando central capaz de manejar grandes grupos de combate, 4 de personales regionales y 2 de personal de brigada.

## Liderazgo
Hasta 1975 el Rey de Suecia era el jefe formal del ejército. En 1937, la agencia "Jefe del Ejército" (en sueco: chefen för armén, CA) fue creada para dirigir el ejército en tiempos de paz. A raíz de una reorganización mayor de las Fuerzas Armadas de Suecia en 1994, el CA dejó de existir como una entidad independiente. En cambio, el puesto jefe de Estado Mayor del Ejército (en sueco: chefen för arméledningen) fue creado en la recién instituida Sede de las Sede de las Fuerzas Armadas de Suecia (en sueco: Högkvarteret, HKV).
En 1998, las Fuerzas Armadas de Suecia fueron reorganizadas de nuevo. La mayor parte de las funciones del jefe de Estado Mayor del Ejército fueron trasladados al puesto recién instituido de "Inspector General del Ejército" (en sueco: generalinspektören för armén). El puesto es similar a los de "Inspector General de la Marina Sueca" (en sueco: generalinspektören för marinen) y "Inspector General de la Fuerza Aérea Sueca" (en sueco: generalinspektören för flygvapnet).

### Jefes del Ejército
- Per Sylvan, 1937 – 1940
- Ivar Holmquist, 1940 – 1944
- Archibald Douglas, 1944 – 1948

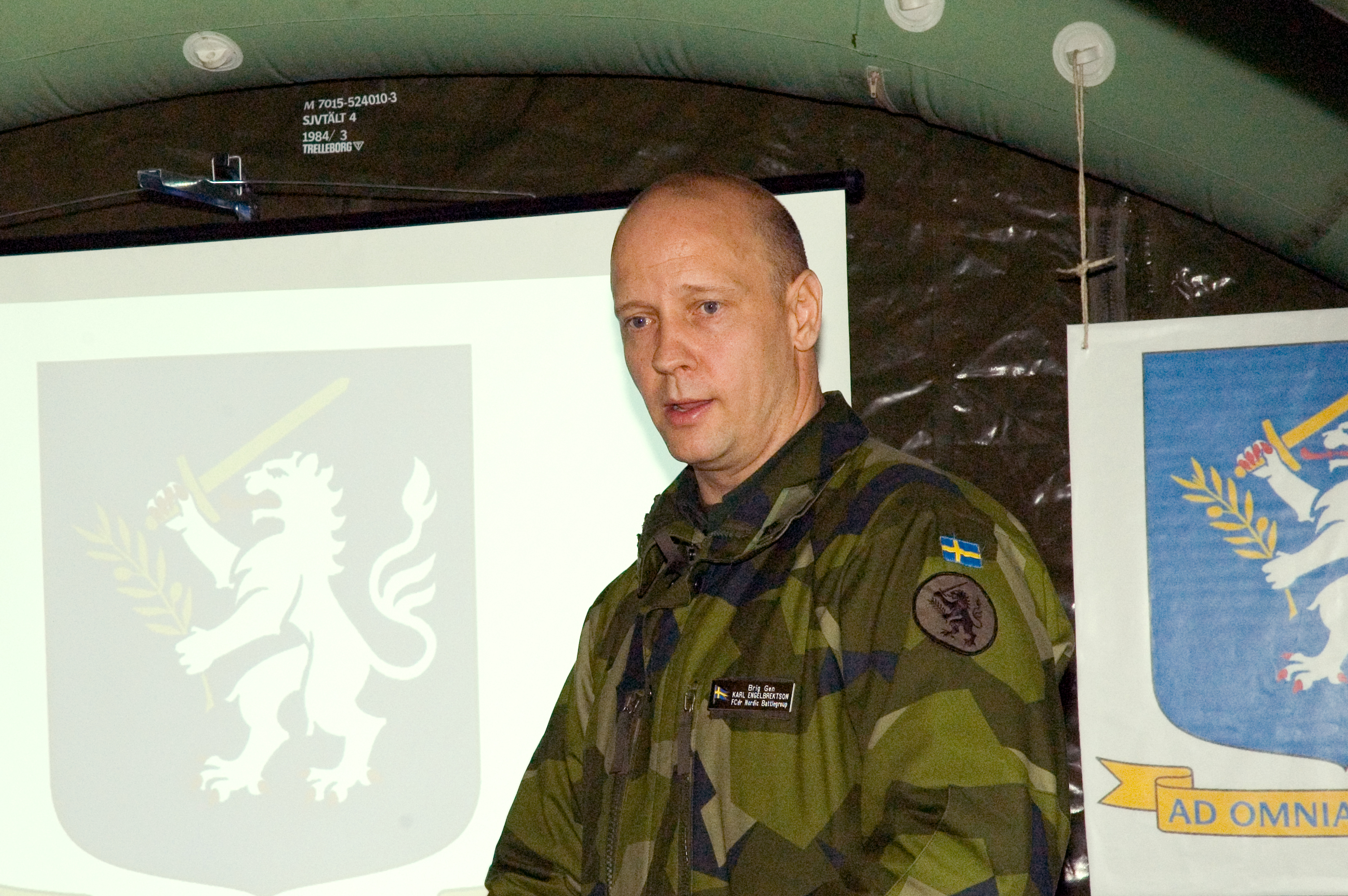
El mayor general Karl Engelbrektson es el actual inspector general del Ejército de Suecia.

- Carl August Ehrenswärd, 1948 – 1957
- Thord C:son Bonde, 1957 – 1963
- Curt Göransson, 1963 – 1969
- Carl Eric Almgren, 1969 – 1976
- Nils Sköld, 1976 – 1984
- Erik G. Bengtsson, 1984 – 1990
- Åke Sagrén, 1990 – 1994

### Jefes del Estado Mayor del Ejército
- Åke Sagrén, 1994 – 1996
- Mertil Melin, 1996 – 1998

### Inspectores Generales
- Paul Degerlund, 1998 – 2000
- Alf Sandqvist, 2000 – 2005
- Sverker Göranson, 2005 – 2007
- Berndt Grundevik, 2007 – 2012
- Anders Brännström, 2012– 2016
- Karl Engelbrektson, 2016– presente

## Orden de batalla

### Infantería
Dos regimientos de infantería:

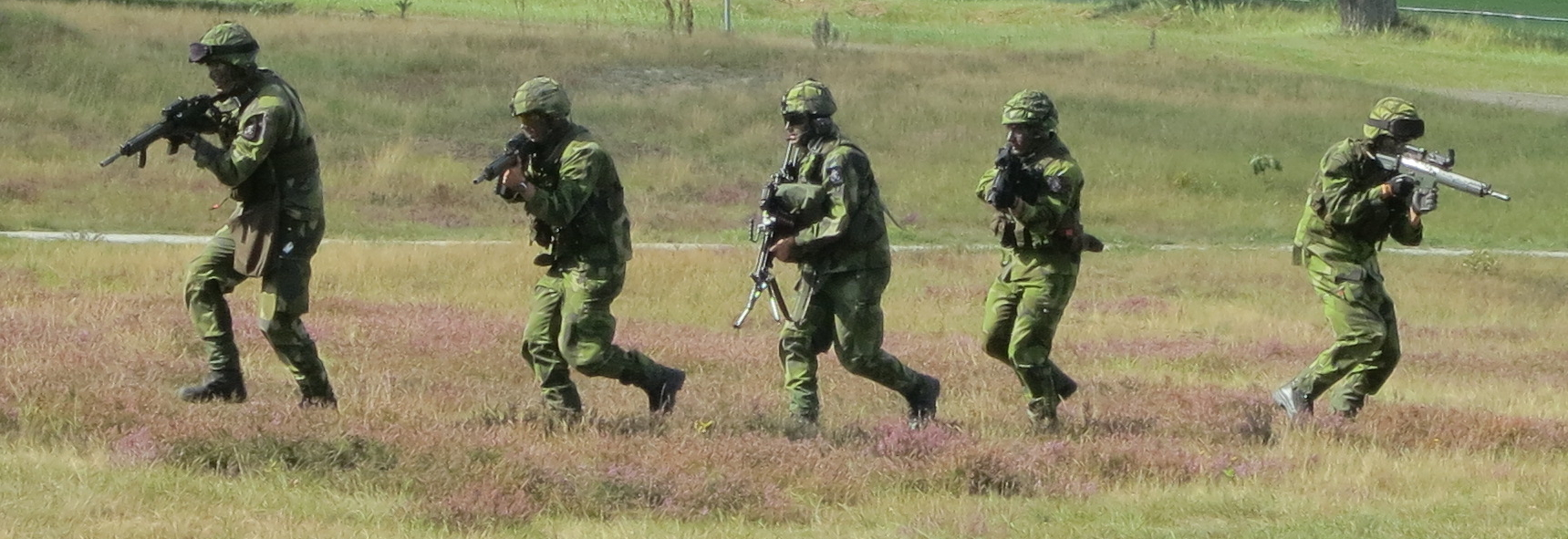
Soldados suecos durante un ejercicio de entrenamiento.

- Livgardet (LG), estacionado en Estocolmo.
- Norrbottens regemente (I 19), estacionado en Boden.

### Caballería
Un regimiento y dos batallones de caballería:
- Livregementets husarer (K 3), estacionado en Karlsborg.
- Arméns Jägarbataljon (AJB, formalmente K 4) (parte del I 19), estacionado en Arvidsjaur.
- Livgardet (LG) (1 batallón), estacionado en Estocolmo.

### Defensa NRBQ
Una compañía de personal de defensa entrenados en situaciones extremas de acuerdo con el Plan de Defensa Nuclear, Radiológico, Bacteriológico y Químico:
- Totalförsvarets Skyddscentrum (SkyddC), estacionado de Umeå.

### Cuerpos blindados
(en sueco: Pansartrupperna)
Tres regimientos de tropas acorazadas/mecanizadas:
- Skaraborgs regemente (P 4), estacionado en Skövde.
- Södra skånska regementet (P 7), estacionado en Revingehed.
- Norrbottens regemente (I 19), estacionado en Boden.

### Artillería
Un regimiento de artillería:
- Artilleriregementet (A 9), estacionado en Boden.

### Artillería Antiaérea
Un regimiento de tropas antiaéreas:
- Luftvärnsregementet (Lv 6), estacionado en Halmstad.

### Ingenieros
Un regimiento de tropas de ingeniería:
- Göta ingenjörregemente (Ing 2), estacionado en Eksjö.

### Cuerpo de Señales
Un regimiento de señales:
- Ledningsregementet (LedR), estacionado en Enköping.

### Cuerpo Logístico
Un regimiento de tropas de logística:
- Trängregementet (TrängR), estacionado en Skövde.

## Fuerza de Reacción Rápida
El ejército sueco formó una Fuerza de Reacción Rápida (en sueco: Insatsorganisation) en 2014, con las siguientes unidades:
| Unidad del Ejército          | Unidad del Ejército                   | Unidad del Ejército | Unidad del Ejército                                                                 | Unidad del Ejército |
| Unidades de Guerra           | Unidad de Formación                   | Área                | Comentarios                                                                         |                     |
| ---------------------------- | ------------------------------------- | ------------------- | ----------------------------------------------------------------------------------- | ------------------- |
| 1. Tekniska Bataljon         | Försvarsmaktens tekniska skola (FMTS) | Halmstad            | ̪1.er Batallón Técnico                                                               |                     |
| 2. Brigadstaben              | Skaraborgs regemente (P 4)            | Skövde              | 2.ª Brigada                                                                         |                     |
| 3. Brigadstaben              | Norrbottens regemente (I 19)          | Boden               | 3.ª Brigada                                                                         |                     |
| Livbataljonen                | Livgardet (LG)                        | Kungsängen          | Batallón de Vida                                                                    |                     |
| 13. Säkerhetsbataljon        | Livgardet (LG)                        | Kungsängen          | 113.er Batallón de Seguridad                                                        |                     |
| 21. Ingenjörsbataljonen      | Göta ingenjörregemente (Ing 2)        | Eksjö               | 21.er Batallón de Ingeniería                                                        |                     |
| 22. Ingenjörsbataljonen      | Göta ingenjörregemente (Ing 2)        | Eksjö               | 22.º Batallón de Ingeniería                                                         |                     |
| 31. Luftburna bataljonen     | Livgardet (LG)                        | Kungsängen          | 31.er Unidad Aerotransportada (7.º Modular). Entrenado con K 3                      |                     |
| 31. Luftburna bataljonen     | Livregementets husarer (K 3)          | Karlsborg           | 31.er Unidad Aerotransportada (7.º Modular). Entrenado con LG                       |                     |
| 32. Underrättelsebataljonen  | Livregementets husarer (K 3)          | Karlsborg           | 32.º Unidad de Reconocimiento (luz) (inc. una compañía de Paracaidistas Vigilantes) |                     |
| 41. Mekaniserade bataljonen  | Skaraborgs regemente (P 4)            | Skövde              | 41.er Unidad Mecanizada (1.º Modular)                                               |                     |
| 42. Mekaniserade bataljonen  | Skaraborgs regemente (P 4)            | Skövde              | 42.º Unidad Mecanizada (1.º Modular)                                                |                     |
| 61. Luftvärnsbataljonen      | Luftvärnsregementet (Lv 6)            | Halmstad            | 61.er Batallón de Defensa Aérea                                                     |                     |
| 62. Luftvärnsbataljonen      | Luftvärnsregementet (Lv 6)            | Halmstad            | 62.º Batallón de Defensa Aérea                                                      |                     |
| 71. Mekaniserade bataljonen  | Södra skånska regementet (P 7)        | Revingehed          | 71.er Unidad Mecanizada (5.º Modular)                                               |                     |
| 72. Mekaniserade bataljonen  | Södra skånska regementet (P 7)        | Revingehed          | 72.º Unidad Mecanizada (5.º Modular)                                                |                     |
| 91. Artilleribataljon        | Artilleriregementet (A 9)             | Boden               | 91.er Batallón de Artillería                                                        |                     |
| 92. Artilleribataljon        | Artilleriregementet (A 9)             | Boden               | 92.º Batallón de Artillería                                                         |                     |
| 191. Mekaniserade bataljonen | Norrbottens regemente (I 19)          | Boden               | 191.er Unidad Mecanizada (3.º Modular)                                              |                     |
| 192. Mekaniserade bataljonen | Norrbottens regemente (I 19)          | Boden               | 192.º Unidad Mecanizada (3.º Modular)                                               |                     |
| 193. Jägarbataljonen         | Norrbottens regemente (I 19)          | Arvidsjaur          | Guardabosques del ejército                                                          |                     |
| 1. CBRN-kompaniet            | Totalförsvarets skyddscentrum         | Umeå                | NRBQ                                                                                |                     |
| 1. Transportkompaniet        | Trängregementet (TrängR)              | Skövde              | 1 1.ª Compañía de Logística                                                         |                     |
| 1. Stridsvagnskompaniet      | Skaraborgs regemente (P 4)            | Skövde              | 1.ª Compañía de Tanques                                                             |                     |
| 2. Stridsvagnskompaniet      | Skaraborgs regemente (P 4)            | Skövde              | 2.º Compañía de Tanques                                                             |                     |
| 3. Stridsvagnskompaniet      | Norrbottens regemente (I 19)          | Boden               | 3.as Compañías de Tanques                                                           |                     |
| 14. Militärpoliskompaniet    | Livgardet (LG)                        | Kungsängen          | 14.ª Compañía de la Policía Militar                                                 |                     |
| 15. Militärpoliskompaniet    | Livgardet (LG)                        | Kungsängen          | 15.ª Compañía de la Policía Militar                                                 |                     |

Además, la fuerza contará con la totalidad del personal de la Fuerza de Defensa Territorial.

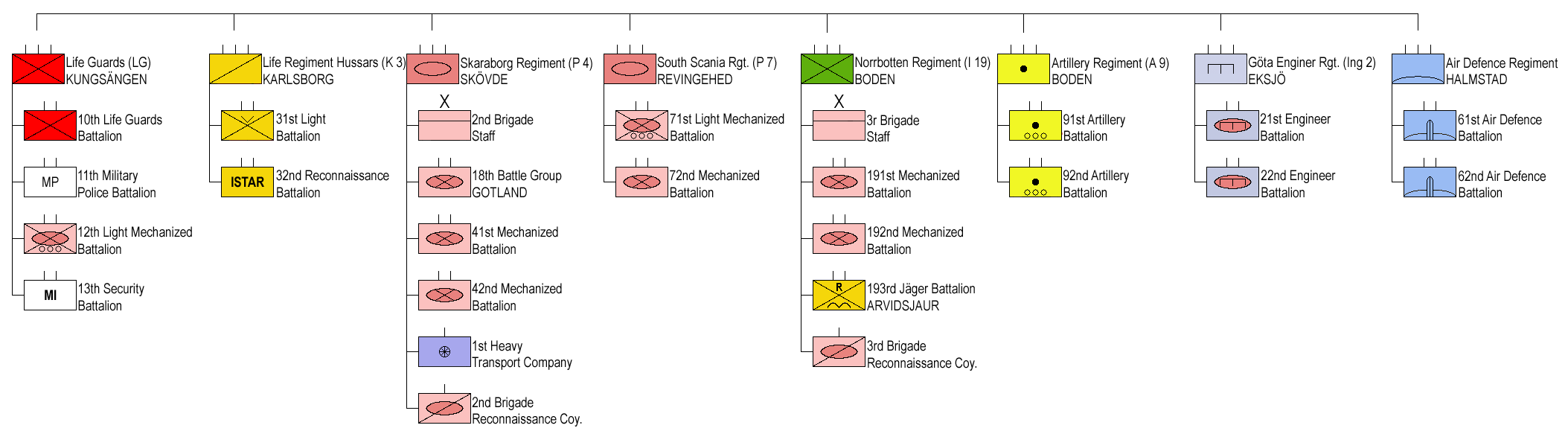
Organización de las Fuerzas de Reacción Rápida.

## Equipamiento
El ejército de Suecia cuenta con el siguiente armamento: 
𝗧𝗮𝗻𝗾𝘂𝗲𝘀:121
Stridsvagn 122 (120)
T-Ghost (1)
𝗩𝗲𝗵𝗶𝗰𝘂𝗹𝗼𝘀 𝗱𝗲 𝗰𝗼𝗺𝗯𝗮𝘁𝗲 𝗱𝗲 𝗶𝗻𝗳𝗮𝗻𝘁𝗲𝗿𝗶𝗮:509 
CV-90 (509)
𝗩𝗲𝗵𝗶𝗰𝘂𝗹𝗼𝘀 𝗮𝗻𝗳𝗶𝗯𝗶𝗼𝘀:200
Patria Pasi (200)
𝗩𝗲𝗵𝗶𝗰𝘂𝗹𝗼𝘀 𝗱𝗲 𝘁𝗿𝗮𝗻𝘀𝗽𝗼𝗿𝘁𝗲 𝗱𝗲 𝘁𝗿𝗼𝗽𝗮𝘀:103
Bandvagn 308 (103)
𝗕𝗹𝗶𝗻𝗱𝗮𝗱𝗼𝘀 𝗮 𝗿𝘂𝗲𝗱𝗮:113
Patria AMV (113) 
𝗔𝗿𝘁𝗶𝗹𝗹𝗲𝗿𝗶𝗮 𝗿𝗲𝗺𝗼𝗹𝗰𝗮𝗱𝗮:220
FH77 (220) 
𝗔𝗿𝘁𝗶𝗹𝗹𝗲𝗿𝗶𝗮 𝗮𝘂𝘁𝗼𝗽𝗿𝗼𝗽𝘂𝗹𝘀𝗮𝗱𝗮: 48
Archer FH77BW (48)

## Fuerzas de Defensa Territorial
Las Fuerzas de Defensa Territorial (Hemvärnet) están compuestas por 40.º batallones con un total de 22.000 hombres. Muchos de los soldados han servido en el extranjero en las distintas misiones del ejército regular. Todos los soldados son ex conscriptos que se ofrecieron voluntariamente para la Defensa Territorial.

## Reclutamiento
Hasta 2010, el reclutamiento al Ejército de Suecia se basa en el reclutamiento de estilo alemán. Todo el personal que se presenta como reclutas tiene que hacer un año de servicio militar, después de lo cual, en la misma unidad en la que él/ella se entrenó, se la presenta como reserva para la guerra. Una vez finalizado el servicio de reclutas con clasificaciones para el servicio, los reclutas son elegibles para aplicar la formación suboficial o la presencia en el ejército como soldado profesional, principalmente para ser empleado en el Grupo de combate Nórdico. El ejército ha empleado a soldados para el servicio de las Naciones Unidas sobre los contratos de corto tiempo desde la década de 1950 para el servicio en el extranjero.
Desde el primero de julio de 2010, el sistema basado en el servicio militar obligatorio fue abandonado y el ejército profesional se está desarrollando desde entonces. En marzo de 2017 se adoptó nuevamente el servicio militar obligatorio debido a la baja tasa de reclutas voluntarios que se presentaban para alistarse.